# IC 3643
IC 3643 — галактика типу SB () у сузір'ї Діва.
Цей об'єкт міститься в оригінальній редакції індексного каталогу.